# Полимедиа
Polymedia («Полимедиа») — российский системный интегратор.
Имеет 11 офисов в России и СНГ: Москве, Екатеринбурге, Самаре, Казани, Новосибирске, Санкт-Петербурге, Воронеже, Краснодаре, Астане (Казахстан), Ташкенте (Узбекистан) и Баку (Азербайджан). В состав «Полимедиа» также входит московская компания ART Polymedia, специализирующаяся на проектах по оснащению выставочных, конференционных, спортивных и корпоративных мероприятий, и компания Visiology - разработчик BI-решений для визуализации и анализа данных.

## Деятельность
Компания разрабатывает и реализует комплексные проектные решения для конференц-залов, ситуационных центров, диспетчерских залов, спортивных комплексов, переговорных комнат и учебных аудиторий
Под собственным брендом компания производит программные и аппаратные продукты:
- Светодиодные экраны PolyLED[4][5]
- LCD-панели Flame
- Программно-аппаратный комплекс мониторинга параметров видеостен Polycontrol
- Контроллер управления видеостеной PolyWall
- Мобильный комплекс видеоконференцсвязи Polycase
- Программно-аппаратный комплекс управления визуализацией ВИРД[6]
- Многофункциональный интерактивный дисплей коллективного пользования Flipbox[7]
- Интерактивный дисплей для образовательных учреждений TeachTouch
- Интерактивный планшет Polypad[8]

## Участие в национальных проектах
Компания принимала участие в реализации национального проекта «Образование», поставляя технику и программное обеспечение в учебные заведения России и организуя регулярные семинары для преподавателей.